# ミッドナイトをぶっとばせ!
『ミッドナイトをぶっとばせ！』（原題：The Night Before）は1988年のアメリカ映画。
キアヌ・リーブス演じるさえない高校生が、学校一の美女を取り戻すために奮闘するコメディ映画。

## ストーリー
学校一の美女タラは、賭けに負けた罰ゲームとして、学校一さえないウィンストンとデートするはめに。
しかし、どじなウィンストンは不慣れな酒に酔い、あろうことかタラを娼婦として売り飛ばしてしまう。
タラを取り戻すため、ウィンストンのコミカルな奮闘が始まる。

## キャスト
ウィンストン・コネリー
キアヌ・リーブス
タラ・ミッチェル
ロリ・ロックリン
ロンダ
テレサ・サルダナ
チトー
トリニダード・シルヴァ
リサ
スザンヌ・シュナイダースーザン・スナイダー
ウィンストン母
モーガン・ローフティング
ウィンストン父
グウィル・リチャーズ
ウィンストンの兄弟
クリス・ハーバート

## 関連商品
- 日本では劇場未公開で、ビデオが1991年11月21日キングレコードより発売された[1]。
- DVDが2002年9月6日、『ミッドナイト・シティ』のタイトルで発売された（発売:ニューセレクト、販売:パンド）[2]。
- DVDが2009年12月24日、『ミッドナイトをぶっとばせ！』のタイトルで再発売された（発売：エムスリーエンタテインメント、販売：ラッツパック・レコード）[3]。